# Denyo
Denyo, właśc. Dennis Lisk (ur. 1977 w Hamburgu) – niemiecki raper, członek grupy Beginner oraz antyrasistowskiej grupy Brothers Keepers

## Dyskografia

### Albumy
- 2001 – Minidisco (Buback/Motor)
- 2005 – The Denyos (Universal)

### Single
- 1997 – "Ich und Ich" feat. Station 17 (Me, myself & I)
- 1998 – "Kein Thema" feat. Andi (Urban (Universal)) (No theme)
- 1999 – "Styleliga No.2" (Eimsbush) (Styleleague No.2)
- 2001 – "Single Sells" (Universal)
- 2001 – "Was Nun" (Universal) (What now?)
- 2001 – "Traumtrio" feat. Paolo 77 & Illo 77 (Dreamtrio)
- 2005 – "The Denyos" (Universal)
- 2005 – "Ain't no Punchline when he's gone" (Universal)
- 2005 – "The Denyos" (Juice Exclusive – CD #55)
- 200x – "Easy" feat. Nico Suave – released online
- 2006 – "Hart aber izzo" feat. Torch (Juice – CD #63) (Hard but izzo)